# 1461
1461. је била проста година.

## Догађаји

### Март
- 4. март — Вођа јоркиста Едвард, војвода од Јорка је постао краљ Енглеске, збацивши са престола свог ланкастерског рођака Хенрија VI.
- 29. март — У најкрвавијој бици Рата две руже војска династије Јорк је поразила војску династије Ланкастер, осигуравши тиме енглески престо Едварду IV.

## Рођења
- Википедија:Непознат датум — Деспот Ђорђе Бранковић, арпски архиеписком, књижевник и деспот. († 1516)
- Википедија:Непознат датум — Бартоломео Колумбо, млађи брат Кристифора Колумба

## Смрти

### Јул
- 22. јул — Шарл VII Победник, француски краљ (*1403)